# 克利伯环球帆船赛

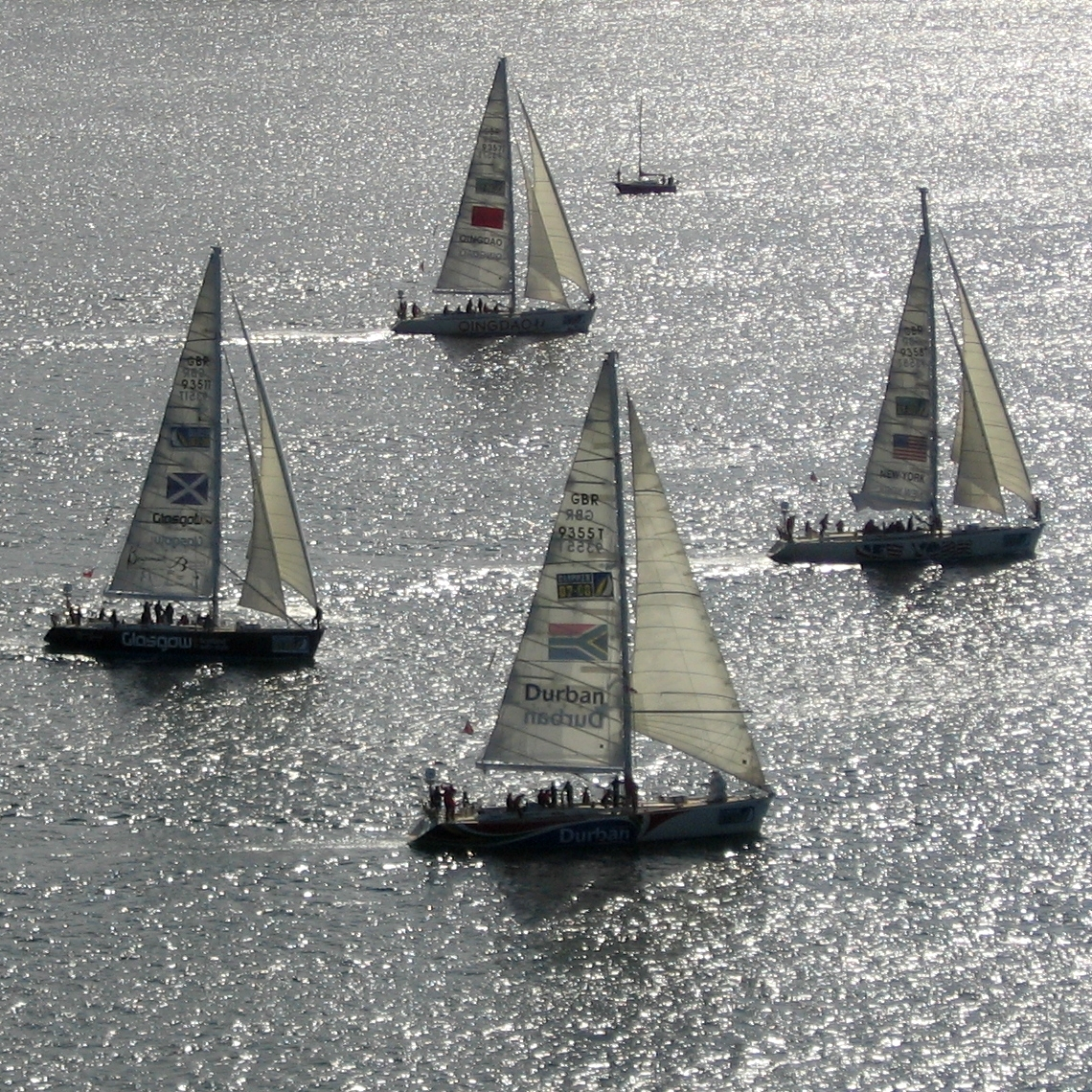
靠近出发线的帆船

克利伯环球帆船赛（英語：Clipper Round the World Yacht Race）是八赛段环球航行赛事。组织者有自己标志的克利伯70帆船队，并提供合格的船长。船员可以报名整个赛事，或其中的一些赛段。比赛是1995年罗宾·诺克斯-约翰斯顿爵士创立的，他创办了Clipper Ventures plc公司专门负责运营比赛。1996年到2002年间，比赛每两年举办一次。比赛随后停办一年，此后于分别于2005年、2007年、2009年、2013年和2015年2017年举办。

## 起源
比赛是1995年罗宾·诺克斯-约翰斯顿爵士创立的，他和威廉·沃德一起创办了Clipper Ventures plc公司运营比赛。杰里米·奈特于1998年加入，最初担任财务总监，后担任首席运营官。 
“克利伯”一词最初的来源是中国的飞剪式帆船。在1830年代，这种飞剪式帆船体积小，速度快，可以载货航行。为了能使中国的当季的新茶抵达伦敦，商人愿意高价支付船只运费。

## 奖杯
完赛的赛队将获得时代2000奖杯，由铅晶制成。 2015年起，奖杯改为为“环球赛”奖杯。

## 比赛

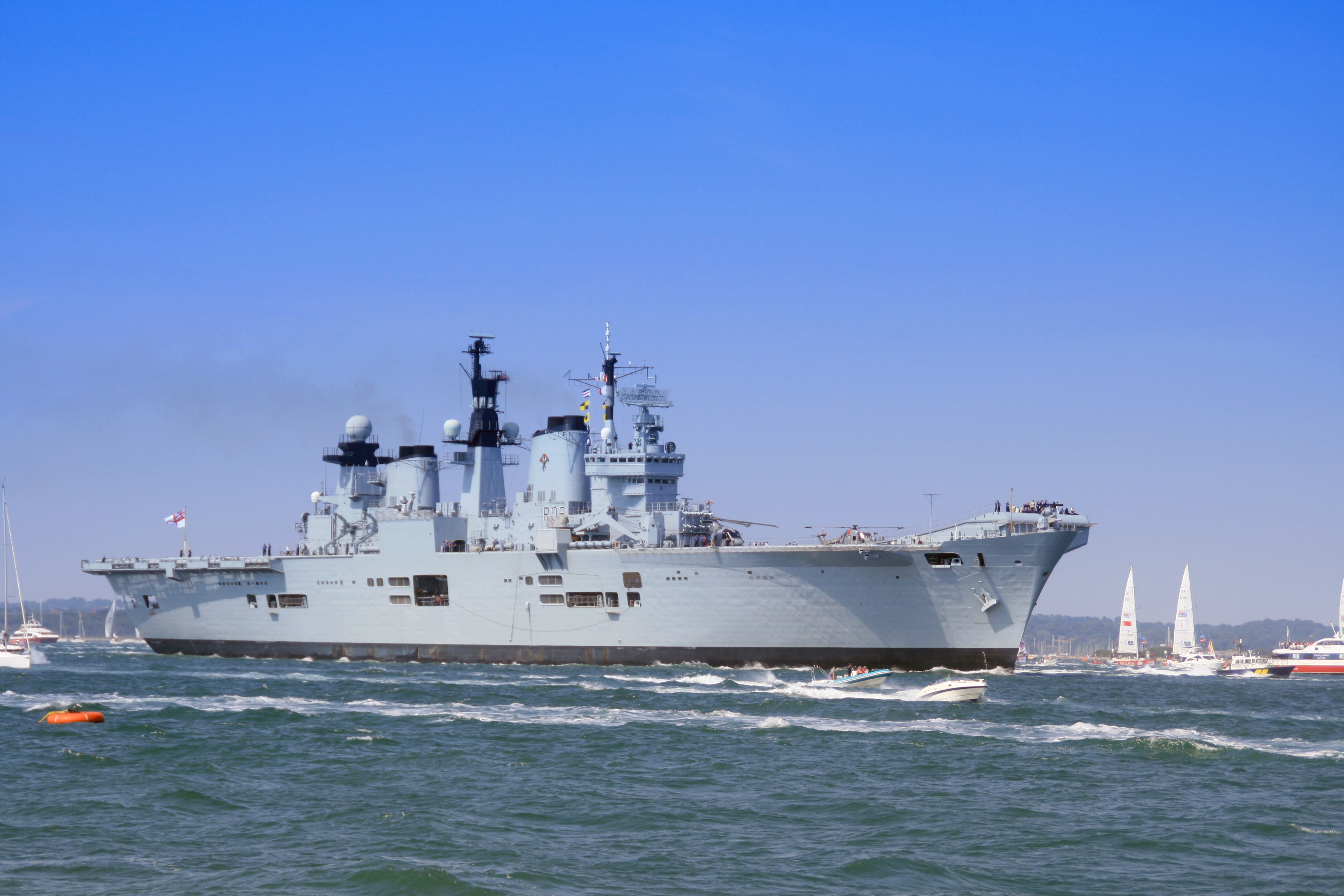

不同年份的比赛，航程有轻微差别。 路径基于允许对于高比例顺风航行选择，同时考虑停靠港口和赛事赞助商的要求。
“青岛号”于15日下午2时40分左右抵达设在青岛西海岸新区外海的终点线区东方影都星光岛，名列本赛段第五。这是克利伯环球帆船赛第7次登陆青岛，也是青岛站首次移师西海岸新区。
2017－18克利伯环球帆船赛已于2017年8月从英国利物浦起航，全程40796海里，预计历时227天，环球一圈穿越6大洋。本届比赛共有来自41个国家和地区的712人参加，这也是克利伯第7次到访青岛。

## 赞助
2000年，泰晤士报成为赞助商，赛事更名为泰晤士克利伯2000，船只受英国城市的支持。 威廉·沃德已经将赛事扩大到了全球许多城市，如今与其他航行赛事相比，克利伯的投资回报率为最高。